# بازی‌های جهانی پزشکی و بهداشت
بازی‌های جهانی پزشکی و بهداشت (World Medical and Health Games) (به فرانسوی: Jeux Mondiaux de la Médecine et de la Santé یا JMM) یک رویداد چندورزشی جهانی است که سالانه برای پزشکان و افراد مرتبط با علوم پزشکی و بهداشت توسط سازمان ورزش شرکت‌های فرانسه (CSO , Groupe Alice événemants) از سال ۱۹۷۸ برگزار می‌شود. بازی‌های جهانی پزشکی و بهداشت با نام Medigames به زبان انگلیسی یک رویداد ورزشی با مسابقات در بیش از ۲۰ رشته ورزشی مختلف است که برای دانشجویان و متخصصان بهداشت و دنیای پزشکی برگزار می‌شود. این رویداد را می‌توان بازی‌های المپیک متخصصان بهداشت نامید.
این مسابقات در بیش از ۲۰ ورزش و در پنج گروه سنی (آ - تا ۳۵ سال، ب - ۳۵–۴۵ سال، سی - ۴۵–۵۵ سال، دی - ۵۵–۶۵ سال و ایی - بزرگتر از ۶۵ سال) برگزار می‌شود. در ورزشهای تیمی، گلف و شطرنج تقسیم سنی وجود ندارد. با این حال، مسابقات فوتبال از سال ۲۰۰۷ با حضور ۱۱ بازیکن در هر تیم برای گروه سنی بالای ۳۵ سال برگزار می‌شود. سال هاست که آلمان و فرانسه هر دو قدرتمندترین و موفق‌ترین کشورها هستند. به‌طور میانگین سالانه ۲ هزار از بیش از ۵۰ کشور در این رقابت‌ها شرکت می‌کنند.

## دوره‌های برگزاری
1. ۱۹۷۸ کن (فرانسه)
2. ۱۹۸۰ کن (فرانسه)
3. ۱۹۸۱ فونت-رومئو (فرانسه)
4. ۱۹۸۲ کن (فرانسه)
5. ۱۹۸۳ پاریس (فرانسه)
6. ۱۹۸۴ آبانو ترمه (ایتالیایی)
7. ۱۹۸۵ مونت کارلو (موناکو)
8. ۱۹۸۶ مونتکاتینی ترمه (ایتالیایی)
9. ۱۹۸۷ کازابلانکا (مراکش)
10. ۱۹۸۸ لیون (فرانسه)
11. ۱۹۸۹ مونترال (کانادا)
12. ۱۹۹۰ Perpignan (فرانسه)
13. ۱۹۹۱ Iraklio (کرتا)
14. ۱۹۹۲ استونی (ایتالیا)
15. ۱۹۹۳ سنت مالو (فرانسه)
16. ۱۹۹۴ اویان (فرانسه)
17. ۱۹۹۵ لیمریک (ایرلند)
18. ۱۹۹۶ لیسبون (پرتغال)
19. ۱۹۹۷ لو Touquet-Paris-Plage (فرانسه)
20. ۱۹۹۸ Klagenfurt (اتریش)
21. ۱۹۹۹ سن تروپز (فرانکریش)
22. ۲۰۰۰ کن (فرانسه)
23. ۲۰۰۱ اویان (فرانسه)
24. ۲۰۰۲ بالاتون (Ungarn)
25. ۲۰۰۳ استرلینگ (اسکاتلند)
26. ۲۰۰۴ Garmisch-Partenkirchen (آلمان)
27. ۲۰۰۵ آلیکانته (اسپانیایی)
28. ۲۰۰۶ Montecatini Terme (ایتالیا)
29. ۲۰۰۷ آگادیر (مارککو)
30. ۲۰۰۸ Garmisch-Partenkirchen (آلمان)
31. ۲۰۰۹ آلیکانته (اسپانیا)
32. ۲۰۱۰ Poreč (کرواسی)
33. ۲۰۱۱ Las Palmas Gran Canaria (اسپانیا)
34. ۲۰۱۲ آنتالیا (ترکیه)
35. ۲۰۱۳ Zagreb (کرواسی)
36. ۲۰۱۴  Wels (اتریش)
37. ۲۰۱۵ لیمریک (ایرلند)
38. ۲۰۱۶ Maribor (اسلونی)
39. ۲۰۱۷ Marseille (فرانسه)
40. ۲۰۱۸ مالت (مالت)
41. ۲۰۱۹ بودوا (مونته‌نگرو)
42. ۲۰۲۰  Vila Real de Santo Antonio (پرتغال)

## ورزش‌ها
- دو و میدانی
- بدمینتون
- بسکتبال
- والیبال ساحلی
- دو صحرانوردی
- دوچرخه‌سواری
- شطرنج
- شمشیربازی
- فوتبال
- پاورلیفتینگ
- گلف
- جودو
- شنا (انسان)
- اسکواش
- تنیس
- تنیس روی میز
- ورزش تیراندازی
- ورزش سه‌گانه
- والیبال
- دوچرخه